# La principessa delle rose
La principessa delle rose è un romanzo fantapolitico del 1911 di Luigi Motta.
Scritto tre anni prima da Motta sulla scia dei romanzi sulla "guerra futura", sulla necessità di un riarmo europeo e sul "pericolo giallo", è ambientato nel XXI secolo e descrive - in anticipo rispetto alla prima guerra mondiale - lo svolgimento di un conflitto combattuto con armi del futuro contro una confederazione asiatica nemica dell'Occidente.
Il romanzo è tra le opere principali di Motta, considerato uno tra i precursori del primo Novecento della fantascienza italiana.
Il romanzo è stato tradotto in quattro lingue. Ne venne tratta una riduzione a fumetti, dal titolo Guerra di continenti, pubblicata ne L'Avventuroso nel 1941-42.

## Trama
Nel XXI secolo l'ingegnere italiano Flavio di San Giusto governa la Persia da Teheran insieme alla moglie Nadjna, sviluppando aerosiluri, dirigibili corazzati e raggi disintegratori per preparare l'Europa a un conflitto imminente con una lega orientale.
L'aiutante asiatico Narita, in realtà il principe Rehin‑Tsang, assassina San Giusto, tenta di rapire la figlia Velleda – soprannominata «Principessa delle Rose» – e ruba parte dei piani militari; l'ambasciatore francese Roland di Saint‑Jauffré riesce però a mettere in salvo la giovane a Parigi con i documenti superstiti.
Sedici anni dopo Rehin‑Tsang, ora a capo di una Confederazione orientale, invade l'Occidente per impossessarsi dei piani rimasti e di Velleda; le flotte aeree si scontrano sui Balcani, ma una gigantesca meteora che prosciuga l'elettricità atmosferica fa precipitare ogni macchina volante, ponendo fine alla guerra e lasciando i superstiti – Velleda, Robert (fratello di Rehin) e Saint‑Jauffré – a ricostruire la civiltà.

## Personaggi
VelledaFiglia di San Giusto, soprannominata «Principessa delle Rose», pedina contesa fra Oriente e Occidente.
Flavio di San GiustoScienziato italiano e governatore persiano, ideatore di nuove armi per l'Europa
Narita / Rehin‑TsangPrincipe asiatico, usurpatore e capo della Confederazione orientale
Roland di Saint‑JauffréAmbasciatore francese che salva Velleda e custodisce i progetti occidentali
RobertFratello minore di Rehin‑Tsang, che passa agli europei per amore di Velleda
NadjnaMoglie persiana di San Giusto, la cui morte scatena la rivolta di Narita

## Edizioni
- La principessa delle Rose, collana Romanzi d'avventure per la gioventù, illustrazioni di Gennaro Amato, illustrato con 42 disegni, Milano, Fratelli Treves, 1912.
- La principessa delle Rose, collana Romanzi d'avventure per la gioventù, illustrazioni di Gennaro Amato, 2º migliaio, Milano, Fratelli Treves Editori, 1912.
- La principessa delle Rose. Romanzo d'avventure, collana Nuova Collana di Avventure per la Gioventù, illustrazioni di Gennaro Amato, Firenze, R. Bemporad & Figlio, 1930.

### Traduzioni
- (FR) La Princesse des roses, illustrazioni di G. Amato, Paris, Librairie Ch. Delagrave, 1914.
- (FR) La Princesse des roses, Paris, Delagrave, 1918.
- (EN) The Princess of the Roses, traduzione di William Collinge, London, Stanley Paul & Co, 1919.
- (ES) La princesa de las rosas, Barcelona, Casa Editorial Maucci, 1913.
- (CS) Královna východu, traduzione di Jan Chládek, Praha, Jos. R. Vilímek, 1929.
- (ES) La princesa de las rosas, traduzione di Gonzalo Calvo, Barcelona, Editorial Maucci.

## Opere derivate
Dal romanzo di Motta venne tratta la riduzione a fumetti Guerra di continenti, di Paolo Lorenzini (con lo pseudonimo di "Collodi Nipote"), disegni di Ferdinando Vichi, sul periodico L'Avventuroso, Nerbini, Firenze, 1941/42, dal n. 333 al n. 409 (primo episodio: Il fanatico Narita; secondo episodio: La meteora errante; terzo episodio: La grotta nera).